# Солдато-Александровское
Солда́то-Алекса́ндровское — село в Советском районе (городском округе) Ставропольского края России.

## География
Село расположено на правом берегу реки Кумы. Расстояние до краевого центра: 265 км. Расстояние до районного центра: 19 км.
Железнодорожная станция Кума на линии Георгиевск (24 км) — Будённовск расположена в посёлке Железнодорожный, в 4 км к западу от центра села.

## История
Село основано в 1778 году отставными солдатами русской армии:605, это одно из первых русских поселений региона. Также датами его образования указываются 1782, 1786 гг.:338 По мнению российского статистика И. В. Бентковского, село возникло в 1875 году как слобода Александровская:338.
Зародилось поселение на возвышенном берегу (юру) реки Кума, отсюда название одного из районов села — Юрушка. Изначально было задумано как блокпост на границе с Чечнёй, впоследствии заселено казаками. Названо в честь Александра Невского:605.
Указом от 30 августа 1790 года Кавказское наместничество и Кавказская губерния ликвидированы, губернские присутственные места переведены в Астрахань, город Екатериноград и Екатериноградский уезд упразднены. Населённые пункты ликвидированного Екатериноградского уезда распределены между близлежащими уездами. В частности, в состав Георгиевского уезда вошла слобода Александровская.
В 1935—1953 гг. — административный центр упразднённого Солдато-Александровского района:607.
В 1997—2017 гг. — административный центр упразднённого Солдато-Александровского сельсовета.

## Население
| 1897  | 1903    | 1908    | 1909  | 1925  | 1939  | 1959  |
| ----- | ------- | ------- | ----- | ----- | ----- | ----- |
| 6667  | ↗7935   | ↗8180   | ↘7722 | ↗8516 | ↗9781 | ↘7371 |
| 1979  | 1989    | 2002    | 2010  | 2014  | 2021  |       |
| ↗8741 | ↗10 008 | ↗10 864 | ↘9516 | ↘9400 | ↘8721 |       |

Гендерный состав
По итогам переписи населения 2010 года проживали 4348 мужчин (45,69 %) и 5168 женщин (54,31 %).
Итоги Всероссийской переписи населения 2020 года: 4058 мужчин (46,5%), 4663 женщины (53,5%)
Национальный состав
По данным переписи 2002 года, 89 % населения — русские.
По итогам переписи населения 2010 года проживали следующие национальности (национальности менее 1 %, см. в сноске к строке "Другие"):
| Национальность | Численность | Процент |
| -------------- | ----------- | ------- |
| Русские        | 8273        | 86,94   |
| Цыгане         | 376         | 3,95    |
| Армяне         | 272         | 2,86    |
| Турки          | 191         | 2,01    |
| Другие         | 404         | 4,25    |
| Итого          | 9516        | 100,00  |

## Инфраструктура
- Социально-культурное объединение[25]
- Централизованная библиотечная система[26]

## Образование
- Детский сад № 32 «Сказка»[27]
- Детский сад № 34 «Ягодка»[28]
- Детский сад № 36 «Колокольчик»[29]
- Детский сад «Росинка»
- Средняя общеобразовательная школа № 6[30]*[31]
- Средняя общеобразовательная школа № 10[32]
- Детская музыкальная школа. Открыта 11 августа 1976 года[33]

## Экономика
- Сельскохозяйственный производственный кооператив-колхоз «Русь» (колхозы «Путь — коммунизма» и «Большевик» в 1954 году объединились в один укрупненный колхоз — им. Свердлова, который в 1992 году был преобразован в сельскохозяйственное предприятие «Русь»)[34]
- Предприятие «Агропромстройкорпорация» выпускает железобетонную продукцию с 1974 года
- Кумской элеватор. Открыт 21 ноября 1927 года[35]
- Солдато-Александровское сельпо. Открыто 16 октября 1915 года как Солдато-Александровское общество потребителей[36].

## Люди, связанные с селом
- Иванов-Сакачёв, Иван Степанович (1926, Солдато-Александровское — 1985) — русский советский живописец.

## Памятники
- Братская могила коммунаров, погибших от рук белобандитов. 1919, 1966 годы[37]
- Братская могила коммунаров, погибших от рук белобандитов. 1922, 1930 года[38]
- Братская могила 21 советского воина, погибших за освобождение с. Солдато-Александровское от фашистских захватчиков. 1943, 1946 года[39]
- Братская могила 57 советских воинов, погибших за освобождение с. Солдато-Александровское от фашистских захватчиков[40]

## Кладбище
В селе 2 общественных открытых кладбища площадью 106 482 м² и 54 093 м².